# Provinz Jaén
Die Provinz Jaén (spanisch Provincia de Jaén) ist eine der acht Provinzen der autonomen Gemeinschaft Andalusien in Südspanien. Die Hauptstadt ist Jaén. Sie liegt im Nordosten Andalusiens und grenzt an die ebenfalls andalusischen Provinzen Córdoba und Granada sowie an die Provinzen Ciudad Real und Albacete der Autonomen Gemeinschaft Kastilien-La Mancha. Die Provinz erstreckt sich über 13.489,11 km², ihre Einwohnerzahl beläuft sich auf 618.678 Einwohnern (Stand: 2024), von denen rund 17 % in der Hauptstadt leben. Die Provinz umfasst 97 Gemeinden, die seit dem Jahr 2003 zu zehn Comarcas zusammengefasst sind.
Obwohl Jaén touristisch betrachtet eine der weniger bekannten Provinzen Spaniens ist, hat die Provinz einige interessante Sehenswürdigkeiten zu bieten:
- vier Naturparks: die Sierra de Andújar, Despeñaperros, die Sierras de Cazorla, Segura y Las Villas und die Sierra Mágina
- weitere Naturschutzgebiete
- zwei wichtige Renaissance-Städte: Úbeda und Baeza
- das alljährliche Schach-Turnier in Linares zieht regelmäßig die weltbesten Spieler an
- Die Puente de Vadollano ist eine römische Steinbogenbrücke

Die Provinz Jaén ist eines der weltweit bedeutendsten Gebiete der Produktion von Olivenöl, die die Provinz prägt.

## Comarcas in der Provinz Jaén

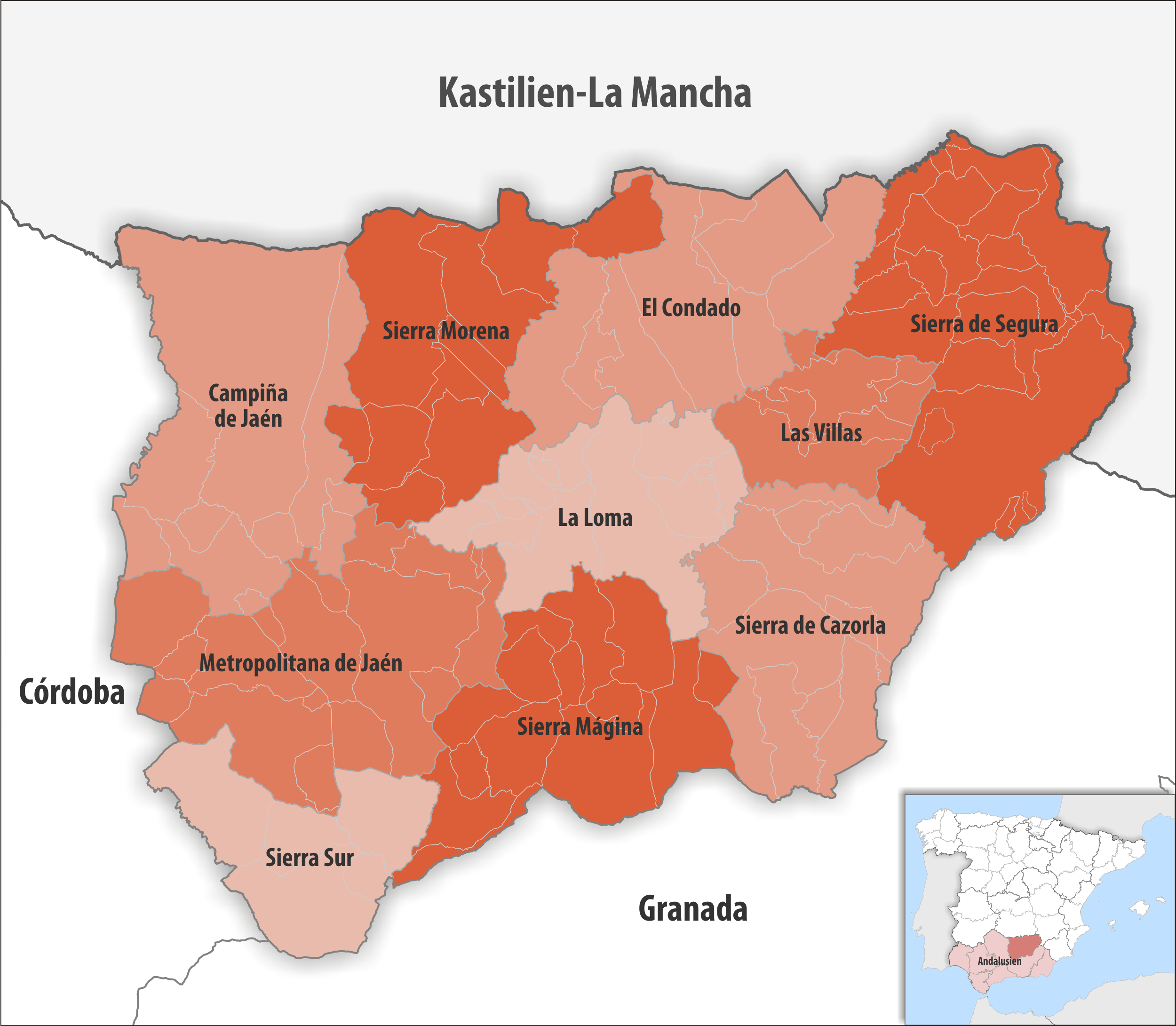
Comarcas in der Provinz Jaén

Die Provinz Jaén wurde wie alle andalusischen Provinzen mit Wirkung vom 28. März 2003 in Comarcas gegliedert.
| Comarca               | Gemeinden | Einwohner (2024) | Fläche km² | Dichte Einw./km² | Hauptort               |
| --------------------- | --------- | ---------------- | ---------- | ---------------- | ---------------------- |
| Campiña de Jaén       | 10        | 61.372           | 1.751,76   | 35               | Andújar                |
| El Condado            | 7         | 20.351           | 1.493,10   | 14               | Santisteban del Puerto |
| La Loma               | 10        | 74.331           | 1.045,80   | 71               | Úbeda                  |
| Metropolitana de Jaén | 16        | 216.397          | 1.762,03   | 123              | Jaén                   |
| Sierra de Cazorla     | 9         | 29.818           | 1.334,42   | 22               | Cazorla                |
| Sierra de Segura      | 13        | 22.440           | 1.926,90   | 12               | Beas de Segura         |
| Sierra Mágina         | 14        | 36.800           | 1.389,73   | 26               | Jódar                  |
| Sierra Morena         | 9         | 96.409           | 1.401,30   | 69               | Linares                |
| Sierra Sur            | 5         | 40.771           | 824,86     | 49               | Alcalá la Real         |
| Las Villas            | 4         | 19.989           | 559,21     | 36               | Villacarrillo          |
| Provinz Jaén          | 97        | 618.678          | 13.489,11  | 46               | Jaén                   |

## Gerichtsbezirke

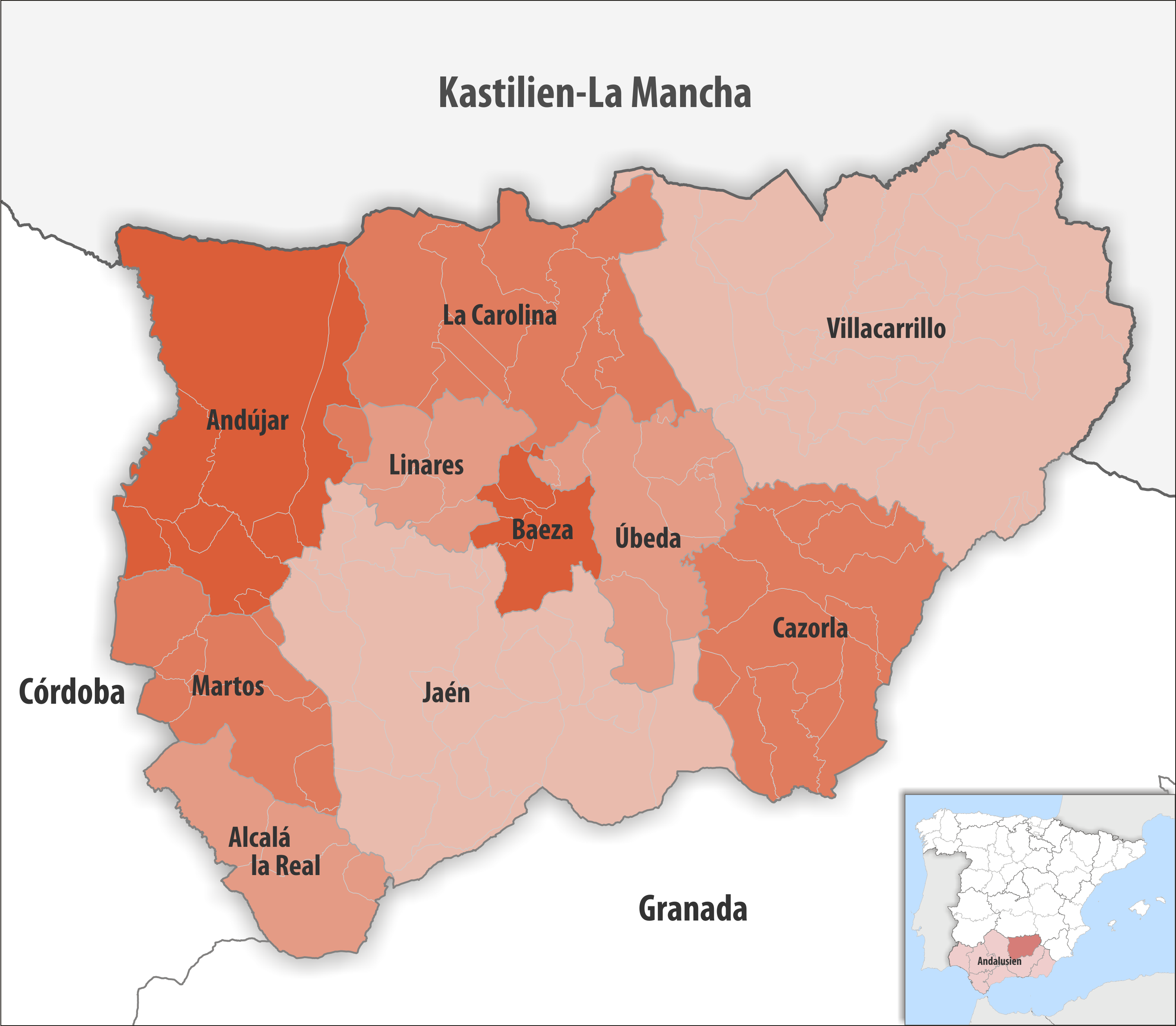
Gerichtsbezirke in der Provinz Jaén

| Gerichtsbezirk | Gemeinden | Einwohner (2024) | Fläche km² | Dichte Einw./km² | Hauptquartier  |
| -------------- | --------- | ---------------- | ---------- | ---------------- | -------------- |
| Alcalá la Real | 4         | 37.215           | 641,06     | 58               | Alcalá la Real |
| Andújar        | 8         | 60.010           | 1.679,64   | 36               | Andújar        |
| Baeza          | 4         | 22.194           | 315,64     | 70               | Baeza          |
| La Carolina    | 9         | 32.207           | 1.529,06   | 21               | La Carolina    |
| Cazorla        | 10        | 30.254           | 1.376,18   | 22               | Cazorla        |
| Jaén           | 23        | 194.236          | 2.456,36   | 79               | Jaén           |
| Linares        | 4         | 76.888           | 448,51     | 171              | Linares        |
| Martos         | 8         | 52.077           | 760,78     | 68               | Martos         |
| Úbeda          | 6         | 61.101           | 817,51     | 75               | Úbeda          |
| Villacarrillo  | 21        | 52.496           | 3.464,37   | 15               | Villacarrillo  |
| Provinz Jaén   | 97        | 618.678          | 13.489,11  | 46               | Jaén           |

## Größte Orte
Die folgenden 16 Städte hatten im Jahre 2024 mehr als 10.000 Einwohner.

| Gemeinde       | Einwohner |
| -------------- | --------- |
| Jaén           | 112.074   |
| Linares        | 55.261    |
| Andújar        | 35.619    |
| Úbeda          | 33.674    |
| Martos         | 24.452    |
| Alcalá la Real | 21.581    |
| Bailén         | 17.264    |
| Baeza          | 15.677    |
| La Carolina    | 14.681    |
| Torredelcampo  | 13.944    |
| Torredonjimeno | 13.261    |
| Mancha Real    | 11.385    |
| Jódar          | 11.366    |
| Villacarrillo  | 10.320    |
| Alcaudete      | 10.243    |
| Mengíbar       | 10.011    |

Kleinste Gemeinde ist Hinojares mit 343 Einwohnern.